# Komunikacja u psów
Komunikacja u psów – metody celowego przekazywania sygnałów akustycznych, wzrokowych, dotykowych, chemicznych (smakowych i zapachowych), posturalnych, a także kombinacji takich sygnałów, pomiędzy osobnikami tego samego gatunku psów (komunikacja wewnątrzgatunkowa) oraz pomiędzy przedstawicielami różnych gatunków zwierząt (komunikacja międzygatunkowa) zmierzające do wywołania określonego zachowania innego zwierzęcia – odbiorcy sygnału. Psy, jako zwierzęta społeczne, wykształciły szeroki wachlarz zachowań służących porozumiewaniu się z innymi osobnikami swojego gatunku. Potrafią przekazywać nie tylko informacje na temat swojej tożsamości, ale także stanów emocjonalnych, wieku, płci, stanu zdrowia czy granic swojego terytorium. Komunikacja jest niezbędna do budowania więzi wewnątrz grupy oraz unikania potencjalnych konfliktów. W okresie socjalizacji szczenięta zaczynają używać różnych kanałów komunikacyjnych. Rodzą się całkowicie ślepe i głuche, za to z bardzo dobrze rozwiniętym zmysłem węchu dzięki któremu orientują się w otaczającym świecie. Ważny w procesie komunikacji jest zapach. U psów wyróżniamy również komunikację werbalną i niewerbalną. Skutkiem komunikacji jest przekazanie informacji, a jej konsekwencją jest wzrost dostosowania.
Ludzie i psy są zupełnie różnymi gatunkami i komunikują się w zupełnie różny sposób. Ludzka mowa ciała jest zupełnie inna niż mowa ciała psów. Czasem z tych różnic mogą wynikać różnego rodzaju pomyłki. Ludzie na przykład uwielbiają się przytulać, obejmować i ściskać. Psy obejmują się łapami w zasadzie tylko podczas walki.

## Kanał dotykowy
Zmysł dotyku odgrywa u psów ważną rolę w tworzeniu i umacnianiu więzi pomiędzy poszczególnymi osobnikami. Bodźce dotykowe odbierane są przez rozwijający się płód około 45. dnia życia.
Psy posiadają cztery rodzaje receptorów czuciowych:
- receptory dotyku lekkiego – umiejscowione są w okolicy mieszków nosowych pod powierzchnią skóry.
- receptory nacisku – znajdują się głębszych warstwach skóry, do ich pobudzenia potrzebna jest większa siła niż w przypadku receptorów dotyku lekkiego
- receptory bólowe – znajdują się w opuszkach palców, okolicach pyska psa, na brwiach i policzkach. Sztywne włosy czuciowe zwane wibrysami z licznymi zakończeniami nerwowymi są bardzo wrażliwe na bodźce dotykowe. Wibrysy pomagają psom poruszanie się w trudnym terenie, przy ograniczonym świetle. Źródłem informacji o otaczającym świecie dla psów niewidomych.
- receptory termiczne – zlokalizowane w okolicach nozdrzy, dzięki im szczenię jest w stanie odnaleźć matkę.

Dla rozwoju psa bardzo ważny jest dotyk. W hodowlach psów rasowych szczeniaki poddaje się stymulacji neurologicznej, aby szybciej się rozwijały, osiągały lepsze wyniki w próbach zachowań, poprawić funkcjonowanie układu krążenia oraz zwiększyć odporność na stres i infekcje.

## Kanał węchowy
W komunikacji węchowej psy używają śliny, moczu, kału oraz wydzieliny z gruczołów okołoodbytowych, podogonowych, nadogonowych, jarzmowych, okołoustnych oraz z gruczołów umieszczonych pomiędzy palcami. Suka podczas karmienia szczeniąt wydziela specyficzne feromony, które zapewniają młodym poczucie bezpieczeństwa i działają uspokajająco. Psy wyposażone są w organ nosowo-lemieszowy, zwany narządem Jacobsona, dzięki któremu mają zdolność identyfikowania feromonów. Potrafią odczytać wiele istotnych informacji. Zwój Gruenberga umieszczony na końcu nosa umożliwia psom odbieranie feromonów informujących o zbliżającym się niebezpieczeństwie. Psy posiadają rozległy nabłonek węchowy, który zawiera liczne receptory węchowe. Znaczna część mózgu odpowiada za analizę dostarczonych informacji zapachowych. Feromony służą oznaczeniu granic terytorium i stanowią wyraźne ostrzeżenie dla potencjalnych intruzów. Inne odpowiedzialne są za dobór partnera seksualnego i zachowania rozrodcze. Bezwłosa końcówka nosa (trufla), która przez cały czas pozostaje nawilżona za pomocą licznych gruczołów śluzowych pomaga w wykrywaniu nawet niewielkich ilości substancji zapachowych. Psy dysponują również narządem Masera, który służy do rozpoznawania substancji zapachowych rozpuszczonych w wodzie i pozwala ocenić zapachy związane z jakością pobieranego pokarmu.

## Kanał wizualny
Około 8.-10. dnia życia szczeniaki zaczynają otwierać oczy, około 18. dnia życia zaczynają rozróżniać kształty. Psy ze względu na drapieżny tryb życia swoich przodków posiadają szereg przystosowań do dobrego widzenia przy niewielkim natężeniu światła. Posiadają tylko dwa rodzaje czopków, umożliwiających widzenie barwy żółtej oraz niebieskiej. Doskroniowe położenie gałek ocznych u psów powoduje, że mają one dość szerokie pole widzenia, u niektórych ras może sięgać nawet 250 stopni. Maksymalna odległość widzenia u psów jest zróżnicowana w zależności od ruchu obiektu. Psy potrafią dostrzec poruszające się obiekty nawet w odległości 900 m. W przypadku obiektów pozostających w bezruchu dystans ten zmniejsza się do 500 m. Minimalna odległość ostrego widzenia u psów wynosi ok. 30–50 cm.
Wyróżniamy trzy typy sygnałów wizualnych wysyłanych przez psy:
- cechy morfologiczne – pełnią ważną funkcję w komunikacji wizualnej. Kontrastowe znaczenia sierści podkreślają reakcje emocjonalne psa i eksponują ważne w procesie komunikacji części ciała.
- ruchy emocjonalne – sygnały wysyłane przez psa mimowolnie pod wpływem emocji na przykład: stroszenie sierści, ruchy małżowin usznych i ogona, zmiana średnicy źrenicy, drżenie, usztywnienie ciała, zastygnięcie w bezruchu.
- ruchy specyficzne – sygnały, które pies wysyła świadomie. Należą do nich różnego rodzaju sygnały posturalne[5].

## Kanał głosowo-słuchowy
Psy domowe wykazują dużo większą skłonność do wokalizacji niż dzikie psowate. Kanał słuchowy otwiera się u szczeniąt około 13.-17. dnia życia. W okresie neonatalnym szczenięcia piszczą, gdy odczuwają dyskomfort. W fazie socjalizacji wysyłają dźwięki takie jak warczenie czy szczekanie. Psy porozumiewają się ze sobą za pomocą zróżnicowanych sygnałów głosowych takich jak: szczekanie, wycie, piszczenie, skomlenie, warczenie, jęczenie, pokaszliwanie, stękanie czy wzdychanie oraz sygnałów niegłosowych do których zaliczamy dyszenie oraz kłapanie zębami. W dalszych fazach do przekazywania informacji używają częściej mowy ciała. Psy posiadają mięśnie, które pozwalają na niezależne poruszanie małżowinami usznymi. Dzięki temu potrafią zlokalizować źródło dźwięku. Kanał dźwiękowy umożliwia psom przekazywanie informacji na duże odległości. Sygnały głosowe wysyłane z bliskiej odległości służą uzupełnieniu komunikacji wizualnej. W procesie komunikacji głosowo-słuchowej ważną rolę odgrywa tonacja dźwięków, długość trwania oraz częstotliwość. Dźwięki o niskiej tonacji oznaczają groźbę. Dźwięki o wysokiej tonacji stanowią zachętę do zmniejszenia dystansu. Krótkie trwania dźwięku oznacza większą intensywność emocji psa, może świadczyć o niepewności, strachu. Długie dźwięki wskazują na zachowania podjęte przez psa świadomie. Częstotliwość wysyłania sygnałów głosowych świadczy o stopniu pobudzenia i zaniepokojenia psa.

## Kanał posturalny
Sygnały posturalne przekazywane są głównie za pomocą kanału wizualnego, ale także poprzez pozostałe kanały komunikacji. W procesie przekazywania informacji jeden z kanałów komunikacji może być użyty do wzmocnienia innego. Sygnały wysyłane przez psy zwykle nie występują pojedynczo, lecz łączą się w złożone zachowania. Wyróżnia się trzy grupy sygnałów dwuznacznych: sygnały afiliacyjno-agonistyczne, afiliacyjno-uspokajające i agresywno-uspokajające. Psy, które motywuje ciekawość, mają chęć zbliżenia oraz obawę przed nowym bodźcem prezentują na zmianę sygnały afiliacyjne i agonistyczne.Wyróżniamy sygnały dwuznaczne. Na przykład zjeżenie sierści może stanowić sygnał agresywny, ale ten sam sygnał zastosuje zaniepokojony pies. Wszystkie sygnały wysyłane przez psy muszą być odczytywane w kontekście danej sytuacji.
Wyróżniamy dwie grupy sygnałów posturalnych wysyłanych przez psy:
- sygnały afiliacyjne – zachęcają do nawiązania kontaktu i zmniejszenia dystansu.
- sygnały agonistyczne – są wysyłane w celu zwiększenia dystansu. Sygnały agonistyczne dzielimy na sygnały uspokajające oraz agresywne[6].

Sygnały uspokajające
Sygnały uspokajające (ang. calming signals) wysyłane są przez psa w celu zminimalizowania strachu, stresu, złości czy innych emocji, które ostatecznie mogą prowadzić do konfliktu. Intencją psa wysyłającego tego typu sygnały jest uniknięcie bezpośredniej konfrontacji, czy zniwelowanie stresu zarówno swojego, jak i innych osobników. W grupie sygnałów uspokajających możemy wyróżnić sygnały bierne oraz aktywne. Zarówno psy, jak i wilki wysyłają sygnały uspokajające. Komunikacja wilków jest w tym zakresie bardzo bogata.
Wyróżniamy sygnały uspokajające takie jak:
- odwracanie głowy – sygnał ten może być bardzo krótki, pies odwraca głowę w jedną, następnie w drugą stronę, albo trzyma przez kilka chwili zwróconą w jednym kierunku. Czasem będzie to ledwo zauważalny ruch, innym razem głowa będzie przesadnie odwrócona w bok. Pies używa tego sygnału, gdy zbliża się inny pies, pojawi się gwałtownie lub idzie na wprost. W celu odpowiedzi na ten sam użyty sygnał. W sytuacji kiedy człowiek nachyla się nad nim, obejmuje go, podnosi, klepie po boku i w wielu podobnych sytuacjach. Przekazuje komunikat, że czuje się niezręcznie. Gdy sfotografujemy psa en face, na zdjęciu będzie miał najczęściej głowę odwróconą w bok w ten sposób pokazuje, że aparat go niepokoi.
- sygnalizowanie oczami „moon eye” – polega na zredukowanym spojrzeniu, przymknięciu powiek, co sprawia, że spojrzenie staje się łagodniejsze. Próba nawiązania bezpośredniego kontaktu wzrokowego odbierana jest przez zwierzę jako zagrożenie.
- odwracanie się – odwracanie się bokiem lub tyłem do drugiego osobnika jest silnym sygnałem uspokajającym. Psy stosują go gdy inne sygnały nie skutkują, coś wydarza się niespodziewanie, zbyt szybko na przykład kiedy inny pies nadbiegnie zbyt gwałtownie lub gdy człowiek jest zdenerwowany, agresywny, idzie w jego kierunku lub ciągnie go na smyczy. Kiedy szczeniaki przeszkadzają dorosłym psom, te odwracają się tyłem.
- oblizywanie nosa – pies oblizuje nos szybkim ruchem języka z dołu ku górze. Jest to krótki, niemal niezauważalny ruch. Pies wielokrotnie używa tego sygnału spotykając drugiego czworonoga. Człowiek może również używać tego sygnału oblizując się wokół ust.
- zastygniecie w bezruchu – pies może zastygnąć w pozycji stojącej, siedzącej czy leżącej. Przyjmuje pasywną postawę by czemuś zapobiec. Dwa spotykające się samce będą zachowywać się bardzo ostrożnie, żeby nie wywołać konfliktu. Będą poruszać się bardzo powoli albo znieruchomieją na tak długo, aż jeden z nich się oddali. Kiedy w agresywny sposób człowiek próbuje przywołać psa, te siedzi lub leży w miejscu, udając, że wcale do nie słyszy. Nie ma to nic wspólnego z dominacją czy nieposłuszeństwem, pies próbuje osłabić gniew człowieka. Wiele nieporozumień powstaje w trakcie szkolenia psa, gdy właściciel nie rozumie dlaczego pies zastygł nagle w określonej pozycji i przestał reagować na polecenia.
- powolne poruszanie się – gwałtowne ruchy wzbudzają niepokój, powolne mają efekt uspokajający. Spowolnienie kroku następuje często, kiedy pies spostrzeże innego czworonoga. Pies będzie reagował tym wolniej, im bardziej nieprzyjemny jest głos człowieka. Im wolniejsze ruchy wykonuje człowiek, tym bardziej uspokajająco działa na psa.
- machanie ogonem – nie zawsze oznacza, że pies jest zadowolony. Gdy pies się boi, czuje niepewnie, jest zły, zestresowany ruchy ogona będą miały na celu uspokojenie.
- pozycja zapraszająca do zabawy – przyjmowanie przez psa pozycji przypominającej ukłon, pies ugina w łokciach łapy, pupę trzyma wysoko w powietrzu i zastyga na chwilę w bezruchu oznacza, że chce uspokoić coś w swoim otoczeniu. Takie zachowanie może być wywołane obecnością jakiegoś zwierzęcia lub przedmiotu. Człowiek może używać tego sygnału, wyciągając ręce („przednie łapy”) w dół.
- siadanie – sygnałem uspokajającym może być samo siadanie, choć często by wzmocnić efekt, pies siadając, dodatkowo odwraca się tyłem. Gdy pies wydaje się niepewny człowiek może usiąść spokojnie na kanapie. Ma to efekt uspokajający.
- kładzenie się – położenie się na plecach, z łapami do góry, może oznaczać poddanie się. Natomiast położenie się na brzuchu to jeden z najsilniejszych sygnałów uspokajających. Kładzenie się i zamieranie w bezruchu jest stosowane przez psa zajmującego wysokie miejsce w hierarchii, który chce zaprowadzić porządek w sforze. Pies użyje tego sygnału, gdy zabawa wokół niego przybierze zbyt gwałtowny obrót. Dorosły pies może go zastosować, by uspokoić innego, zdenerwowanego psa. Kiedy dwa psy się bawią i jeden z nich się zmęczy, wtedy się położy, by powstrzymać dalszą gonitwę.
- ziewanie – ludzie ziewają kiedy są zdenerwowani, zmęczeni, spięci. Psy zachowują się podobnie, ziewają jednak częściej, by zaprowadzić spokój, niż w wyniku zmęczenia. Na przykład pies ziewa z podniecenia, gdy ma wyjść na spacer. W kolejce do weterynarza, gdy słyszą kłótnie, wrzaski. Ludzie mogą ziewać, by uspokoić psa. Pierwszym sygnałem uspokajającym pojawiającym się u młodych szczeniąt jest ziewanie.
- podchodzenie po łuku – psy rzadko zbliżają się do siebie na wprost. Postępują tak, gdy dobrze się znają lub wysłały wiele innych sygnałów uspokajających, że podejście na wprost staje się mniej niegrzeczne. Zwykle zmieniają kierunek. Podchodzenie po łuku daje im poczucie bezpieczeństwa oraz umożliwia komunikowanie się psim językiem. Człowiek może podchodzić łukiem do obcego psa
- wąchanie podłoża – polega ono na opuszczeniu nosa ku podłożu, a następnie szybkim uniesieniu go z powrotem w górę. Nie zawsze pies zbliża nos całkowicie do ziemi. Wysyłając ten sygnał, pies może też przez kilka chwil wąchać podłoże w jednym miejscu. Mimo że nos znajduje się nisko, wodzi oczami, obserwuje, co się dziej wokół. Obniżenie głowy, jakby w celu powąchania ziemi, z jednoczesnym czujnym obserwowaniem otoczenia to wyraźny i często stosowany sygnał uspokajający u psów. Większość psów używa wąchanie podłoża jako sygnału uspokajającego. Czasem jest to szybkie dotknięcie podłoża, niekiedy zachowanie bywa bardziej czytelne.
- rozdzielanie – rozdzielenie to sygnał, który często jest niewłaściwie interpretowany przez ludzi. Wiele osób błędnie pojmuje rozdzielanie jako przejaw zazdrości. Psy wchodzą pomiędzy przytulonych ludzi, walczące psów, by zażegnać konflikt. Posługując się tym sygnałem psy potrafią szybko rozpoznać sytuację oraz precyzyjnie i skutecznie interweniować, by uspokoić inne psy.
- podnoszenie łapy – podniesienie łapy, albo podnoszenie raz jednej, raz drugiej pies używa jako sygnału uspokajającego.
- mruganie oczami – występuje osobno lub w połączeniu z innymi sygnałami uspokajającymi. Człowiek może używać tego sygnału, gdy z jakiś przyczyn nie jest w stanie odwrócić głowy, mruganie może być alternatywą by uspokoić warczącego psa.
- znaczenie terenu – oddawanie moczu. U psów jest to forma znaczenia terenu, rytuał towarzyski oraz sygnałem uspokajającym.
- zachowanie zastępcze – nagła zmiana planów i robienie czegoś zupełnie innego. Psy bardzo często stosują tę strategię, choć ludzie rzadko zwracają na to uwagę.
- uśmiechanie się – psy uśmiechają się by nawiązać kontakt, albo uspokoić coś w swoim otoczeniu. Niekiedy uśmiech może być mieszanką obydwu tych znaczeń. Pies może wysyłać częściej ten sygnał, jeśli reakcje otoczenia zachęcają go do tego.
- mlaskanie
- robienie „miny szczeniaka”
- szczeniakowate, dziecinne zachowania dorosłych psów[7].

Psy potrafią odczytać sygnały wysyłane do nich przez ludzi. Człowiek może wysyłać sygnały uspokajające do psa. W ten sposób może uspokoić zwierzę lub przekazać, że nie ma złych zamiarów, nie stanowi zagrożenia. Jeżeli pies się boi, szczerzy zęby, warczy, szczeka, próbuje atakować lub jest bardzo szczęśliwy, podekscytowany, skacze – odwrócenie się plecami spowoduje zmniejszenie strachu zwierzęcia. Obchodząc drugiego psa po łuku informujemy, że nie mamy złych zamiarów. Wędrowanie prosto w kierunku obcego psa i intensywne wpatrywanie się w niego jest zapowiedzią konfliktu. Psy bardzo szybko uczą się stosować sygnały, jeśli mają możliwość ich używać i doskonalić. Sygnały uspokajające stanowią klucz do zrozumienia psa, skutecznej komunikacji, przydają się podczas treningu posłuszeństwa, budowania mocnej więzi. Nie można interpretować sygnałów wysyłanych przez psy bez szerszego kontekstu i przeanalizowania całej sytuacji. Jeżeli pada deszcz, pies się otrzepie, to oznacza, że chciał się pozbyć nadmiaru wody z sierści. Jeżeli otrzepał się w słoneczny dzień po spotkaniu z obcym psem oznacza to, że ta interakcja była dla niego stresująca. Podobnie jeśli pies oblizuje się po posiłku, to chce usunąć resztki jedzenia i zapachu z pyska. Jeżeli oblizuje się w gabinecie weterynaryjnym to odczuwa dyskomfort. Znajomość sygnałów uspokajających i umiejętność ich odczytywania jest bardzo ważna. Umożliwia przewidywanie psich zachowań i zapobieganie konfliktom.
Sygnały agresywne
Wraz ze wzrostem poziomu stresu u psa rośnie liczba i intensywność przekazywania sygnałów uspokajających. Jeżeli wysyłanie sygnałów nie przynosi rezultatów, pies przechodzi do wysyłania sygnałów agresywnych takich jak warczenie, szczekanie, intensywne wpatrywanie, pokazywanie zębów czy kłapnięcie zębami w powietrzu. Stanowią one ostateczną groźbę poprzedzającą atak. Każdy pies posiada inny próg reakcji, po przekroczeniu którego może zaatakować. Ludzie często ignorują sygnały agresywne wysyłane przez psy. Psy które są karane za prezentowanie sygnałów grążących uczą się, by tych sygnałów nie wysyłać. Nie przekazują do otoczenia sygnałów agresywnych, po sygnałach uspokajających przechodzą od razu do ataku. Celem sygnałów agresywnych w przeciwieństwie do sygnałów uspokajających jest zwiększanie dystansu, trzymanie kogoś na odległość lub sprawienie, żeby odszedł.

## Różnice w komunikacji u poszczególnych ras psów
Udomowienie psów i ich selekcja hodowlana doprowadziły do dużej różnorodności zarówno cech morfologicznych, jak i samego sposobu komunikacji. Jednak wszystkie psy, bez względu na rasę komunikują się poprzez kanał dotykowy, węchowy, wizualny, posturalny oraz głosowo-słuchowy. Jednak rasa oraz wygląd fizyczny potrafi limitować ilość wysyłanych sygnałów. Wygląd psa ma bezpośredni wpływ na komunikację wewnątrzgatunkową. Kopiowanie uszów czy ogonów, zakładanie ubranek i inne formy ingerowania w psi wygląd mogą doprowadzić do powstania niepotrzebnych konfliktów.
- thai ridgeback – psy o sterczących uszach, noszących wysoko ogon, o nastroszonej sierści na grzbiecie, przez swój wygląd mogą być odbierane przez inne psy jako osobniki bardziej pewne siebie.
- buldog francuski – psy przypominające wyglądem szczeniaki mogą liczyć na większą pobłażliwość.
- chart afgański, Komondor – psy z długą sierścią zakrywającą oczy będą wolały oblizać nos niż mrużyć oczy.
- teriery, basenji, beagle – cechuje wyższa reaktywność emocjonalna niż cocker spaniele czy owczarki szetlandzkie. Wykazują większą zdolność do rozwiązywania problemów. Cocker spaniele natomiast cechuje łatwość w szkoleniu, basenji nastawione na współpracę z człowiekiem.
- husky, owczarek niemiecki – psy bardziej przypominające swoim wyglądem dzikiego wilka mają szerszy repertuar sygnałów komunikacyjnych niż Cavalier king charles spaniel. Psy o uszach stojących słyszą lepiej niż osobniki z oklapłymi uszami. Zakres częstotliwości słyszalny u psów waha się od 16 000 do 65 00 Hz[6].